# Гизатуллин, Абдулла Губайдуллович
Абдулла Губайдуллович Гизату́ллин (тат. Абдулла Гобәйдулла улы Гыйззәтуллин; 5 мая 1904, Ибрагимово, Уфимская губерния — 15 марта 1945, Устфав, Германия) — советский солдат, гвардии сержант. Командир отделения 60-го гвардейского кавалерийского полка 16-й гвардейской кавалерийской дивизии 7-го гвардейского кавалерийского корпуса 61-й армии Центрального фронта. Один из 78 воинов сформированной в декабре 1941 года в городе Уфе 112-й Башкирской кавалерийской дивизии, удостоенных звания Героя Советского Союза.

## Биография
Абдулла Губайдуллович Гизатуллин родился 5 мая 1904 г. в деревне Ибрагимово. По национальности татарин. Образование начальное. Член ВКП(б) с 1938 года. До Великой Отечественной войны работал бригадиром тракторной бригады в совхозе «Уршак» Чишминского района.
В РККА призван в мае 1942 года Чишминским райвоенкоматом. Участвовал в Великой Отечественной войны с декабря 1942 г.
Командир отделения 60-го гвардейского кавалерийского полка (16-я гвардейская кавалерийская дивизия, 7-й гвардейский кавалерийский корпус, 61-я армия, Центральный фронт) гвардии сержант А. Г. Гизатуллин в боях с немецкими захватчиками проявил исключительную храбрость и мужество.
20 сентября 1943 г. в бою за с. Лопатино Гомельской области А. Г. Гизатуллин отбил контратаку двух танков и пехоты врага, и в последующем наступлении со своим отделением подавил пулемётную точку противника, мешавшую продвижению советских частей.
28 сентября 1943 г. под артиллерийским и пулемётным огнём противника А. Г. Гизатуллин первым из эскадрона переправился на западный берег реки Днепр. В ожесточённом бою за удержание плацдарма у деревни Галки Брагинского района Гомельской области он лично уничтожил 2 пулемёта противника и тем самым дал возможность остальным подразделениям полка успешно форсировать реку. После тяжёлого ранения не покинул поле боя.
Указом Президиума Верховного Совета СССР «О присвоении звания Героя Советского Союза генералам, офицерскому, сержантскому и рядовому составу Красной Армии» от 15 января 1944 года за «образцовое выполнение боевых заданий командования на фронте борьбы с немецкими захватчиками и проявленными при этом отвагу и геройство» гвардии сержанту Гизатуллину Абдулле Губайдулловичу присвоено звание Героя Советского Союза.
А. Г. Гизатуллин после излечения в госпитале отправился на фронт, но попал не в свою часть, а стал командиром орудийного расчёта в истребительном противотанковом артполку.
Погиб 15 марта 1945 года, так и не узнав, что является Героем Советского Союза. Похоронен в городе Устфав (Германия). О сохранности и месторасположении могилы Гизатуллина ничего не известно.

## Память
В Башкирии чтят память Гизатуллина. В посёлке Чишмы его имя носит улица. Имя А. Гизатуллина высечено золотыми буквами на мемориальных досках вместе с именами всех 78 героев Советского Союза 112-й башкирской (16-й гвардейской Черниговской) кавалерийской дивизии, установленных в Национальном музее Республики Башкортостан и в музее 112-й Башкирской кавалерийской дивизии. В родном селе школа носит имя героя (Муниципальное бюджетное общеобразовательное учреждение Средняя общеобразовательная школа имени Абдуллы Гизатуллина с. Ибрагимово муниципального района Чишминский район Республики Башкортостан).